# LittleBigPlanet (PSP)
LittleBigPlanet è un videogioco per PSP sviluppato da SCE Cambridge Studio in collaborazione con Media Molecule. È la versione portatile del gioco omonimo della PlayStation 3. È uscito il 17 novembre 2009 in Nord America e il 20 novembre 2009 nelle regioni PAL. Nello stesso anno è stato reso disponibile anche in Digital Delivery tramite il PlayStation Store.

## Sviluppo
In un comunicato stampa del febbraio 2009, Sony ha annunciato lo sviluppo di una versione di LittleBigPlanet per PlayStation Portable. Il gioco fu mostrato pubblicamente per la prima volta all'E3 2009 in cui erano disponibili due livelli dal tema australiano della modalità storia. Uno di questi era un minigioco dove l'obiettivo era quello di mantenere il Sackboy su una tavola da surf il più a lungo possibile; l'altro era un livello piattaforma completo. L'estetica del gioco è molto simile a quella della versione per PlayStation 3 e compaiono nel gioco per PlayStation Portable meccaniche simili ma i livelli della Modalità Storia, così come i contenuti, saranno completamente nuovi. Come per la PlayStation 3 Stephen Fry doppia la voce per la versione del gioco in lingua inglese. Diversamente dalla versione per PlayStation 3, la funzione multi giocatore non compare su PlayStation Portable. Tuttavia la creazione e la condivisione dei livelli è stata conservata.

## Caratteristiche tecniche
In Little Big Planet per PSP è stata conservata la giocabilità del suo predecessore, semplice ed intuitiva. È rimasto lo strumento Popit amato dalla maggior parte degli utenti per la sua semplicità d'utilizzo. In Little Big Planet è rimasta invariata la somiglianza alla realtà del modo in cui Sackboy interagisce con gli elementi del gioco. Sackboy può sempre arrampicarsi, saltare e aggrapparsi. Per quanto riguarda i comandi delle mani e del bacino, sono stati cambiati: il bacino adesso non si può più muovere con il pad analogico ed i comandi delle mani e delle braccia sono preimpostati.

## Modalità Storia
Come nel Little Big Planet precedente, la versione per PSP ha una modalità Storia, in cui si potrà esplorare il nuovo mondo di Little Big Planet. I vari continenti in cui è ambientata la storia sono molto diversi da quelli del precedente: l'Australia che avrà le rovine (dove si impara a giocare) foresta, montagna e infine la festa (quest'ultima comprenderà 4 livelli) per un totale di oltre 35 livelli.

## Contenuti aggiuntivi ed aggiornamenti
Come per la versione per PlayStation 3 la versione di LittleBigPlanet per PSP avrà continui aggiornamenti e dal PlayStation Store si potranno scaricare contenuti aggiuntivi gratuiti ed a pagamento. Parte degli oggetti contenuti nelle bolle-premio della Modalità Storia sono ereditati dalla versione per PS3. Nell'ottobre 2009 è stata lanciata sul mercato una versione speciale del gioco, per il grande successo che esso ha avuto.

## Accoglienza
Sia Eurogamer e IGN hanno valutato LittleBigPlanet con un punteggio di 9/10, aggiungendo che la versione per PlayStation Portable è stata sviluppata bene come la versione per PlayStation 3, arrivando a dire che il gioco sarà un titolo di spicco per la console.
La rivista Play Generation diede al gioco un punteggio di 93/100, trovandolo divertente e dotato di una longevità quasi infinita, reputandolo il platform game più originale per la console.